# Leysin
Leysin est une commune suisse du canton de Vaud, située dans le district d'Aigle. Commune de montagne, elle se trouve dans les Préalpes vaudoises.
La station, dont le village est inscrit sur l'Inventaire fédéral des sites construits à protéger en Suisse, est reliée par la route ainsi que par le train depuis Aigle. Elle accueille divers événements sportifs tels que Champs Open, la plus ancienne compétition de snowboard d’Europe, ou GiantX Tour.

## Géographie

Leysin sur les pentes sud du chaînon Aï-Mayen-Famelon en 1919.

Leysin est située à 1 253 m d'altitude, à 4 km à vol d'oiseau au nord-est d'Aigle. Le village se situe sur une large terrasse dominant la vallée des Ormonts au versant sud de la Tour d'Aï (2 331 mètres), le sommet le plus élevé de la commune. Le territoire de Leysin s'étend sur 18,57 km2. Lors du relevé de 2013-2018, les surfaces d'habitations et d'infrastructures représentaient 8,6 % de sa superficie, les surfaces agricoles 33,8 %, les surfaces boisées 37,7 % et les surfaces improductives 19,8 %.
Les sommets avoisinants sont notamment la Berneuse (2 045 m), la Tour de Mayen (2 326 m) et la Tour de Famelon (2 138 m).
Feydey (1 398 m) au-dessus du village, et Les Esserts (1 340 m) au nord-est, sont des hameaux aujourd'hui intégrés au village de Leysin. La commune compte aussi des hameaux, En Crettaz (1 225 m) sur la terrasse, et Veyges (1 113 m) au sud-ouest du village. Les alpages d'Aï (1 892 m) au lac d'Aï et de Mayen (1 842 m) au lac de Mayen comptent également un certain nombre de chalets.
Les communes voisines sont Aigle, Yvorne, Corbeyrier et Ormont-Dessous.

### Lieux-dits
Leysin-Village est le centre historique de la commune, structuré autour de la rue de la gare et du temple. Le village est composé de chalets auxquels s'ajoutent quelques anciens bâtiments à toit plat, anciens sanatoriums. Outre la Clinique Miremont et de nombreux hôtels, il abrite également des écoles internationales sur ses hauts (Kumon Academy Leysin, Swiss Hotel Management School, Leysin American School).
Les Esserts est un quartier résidentiel situé au nord-est du village. Le hameau de Crettaz compte près de 110 habitants et 50 maisons. Veyges est le second hameau de la commune, situé sur un balcon dominant la ville d'Aigle. Il est composé d'une trentaine de maisons et abrite le stand de tir communal. Le cimetière de Leysin, auquel s'ajoute un cimetière militaire — de nombreux soldats français, belges et polonais, internés pendant les guerres mondiales dans la station y sont en effet enterrés —, se trouve également aux abords du hameau.

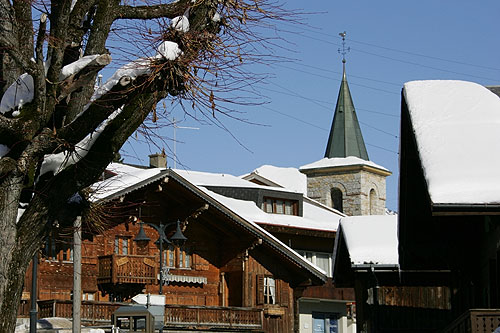
Vue du centre historique de Leysin, avec le clocher du temple.
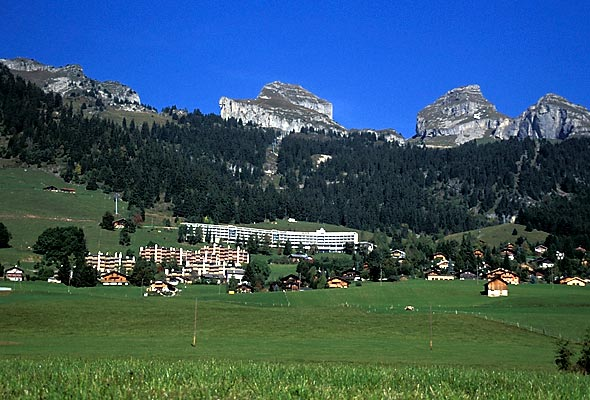
Vue des Esserts.
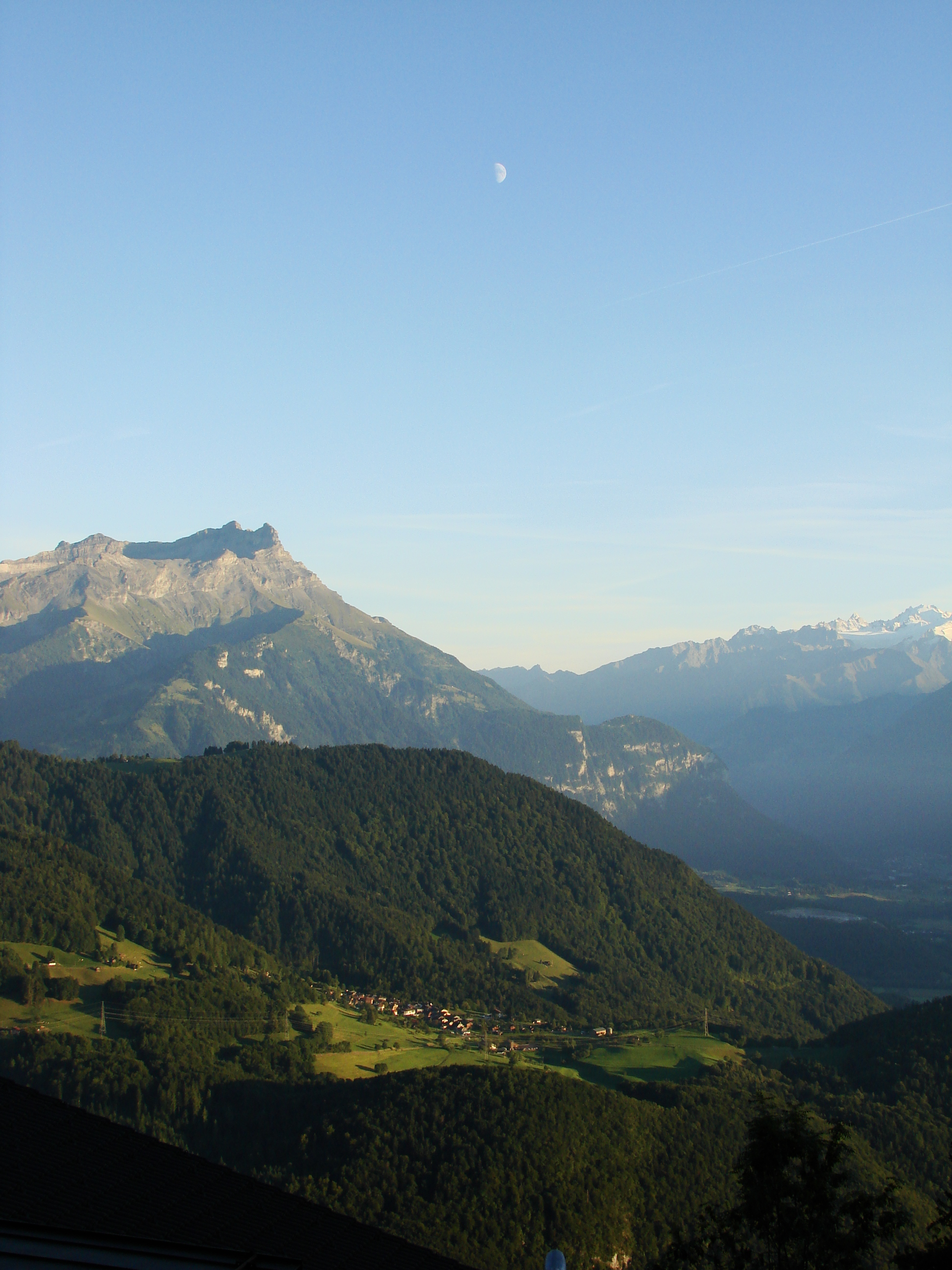
Vue depuis Veyges (village de Huémoz).

### Transports

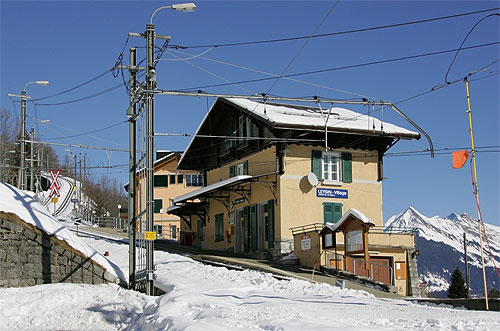
La gare de Leysin-Village.

La commune est située à l'écart des grands axes de circulation. La route cantonale secondaire à fort trafic (RC 709) la relie, depuis Le Sépey, à la route principale 11 Aigle-Col des Mosses. La ligne de CarPostal 171 Le Sépey - Leysin la parcourt. Depuis le 6 novembre 1900, un train à crémaillère, le chemin de fer Aigle-Leysin, relie Leysin depuis la gare d'Aigle, avec 6 arrêts sur la commune de Leysin (Rennaz, La Roulaz) dont quatre arrêts dans le village (Leysin-Village, Vermont, Leysin-Feydey, Grand-Hôtel). Un bus des Transports publics du Chablais assure la liaison avec Château d'Œx.

## Histoire

### Depuis l'âge de bronze (1200 - 800av. J.-C.)
Une civilisation dite du Bronze final ou aussi « des champs d'urnes » en raison des modes d'ensevelissement, se développe dans le pays de Vaud. À cette époque ces hommes se sont déjà mis à conquérir les Alpes. Des haches ont été retrouvées à Leysin mais aussi au col des Mosses, à Château-d'Œx et à Rougemont. Ces trouvailles sont autant d'indices de migrations en altitude.
Attesté dès 1231 sous le nom de « Leissins » puis « Leisins » dès 1352, le village n'est peuplé que par quelques centaines d'âmes jusqu'à la fin du XIXe siècle (61 feux en 1313, 415 habitants en 1850 puis 1065 au tournant de 1900). Sous le régime bernois de 1475 à 1798, Leysin reçoit une certaine autonomie dès 1520 par l'autorisation qui lui est faite d'élire un conseil général (exécutif), avant de passer à la Réforme en 1528. Fidèles aux tuteurs bernois, les Leysenouds obtiennent l'occupation du village par les troupes du canton souverain alors que les soldats napoléoniens prennent le bourg d'Aigle et avant que les Bernois ne se retirent à la suite des combats à Ormont-Dessus.

## Patrimoine bâti avant 1900
Jusqu’à la fin du XIXe siècle, Leysin est un modeste village rural alpin, avec, autour de l’église, un groupement de maisons à toit d’enseilles chargées de pierres et couvertes de tavillons, sauf à l’est du village, où les bâtiments ont été reconstruits après les incendies du milieu du XIXe siècle. Le plus ancien bâtiment de bois qui nous soit parvenu est de 1600. Au centre du hameau de Veyges, deux maisons bien conservées remontent à 1687 et 1688 selon les dates gravées sur le poinçon soutenant le faîte.
Pendant le XVIIIe siècle, une vague de constructions renouvelle le bâti du village. La cure est reconstruite aux frais des autorités bernoises en 1703.
L'église réformée, anciennement Sainte-Madeleine-et-Saint-Théodule, est un édifice du milieu du XVe siècle, avec clocher-porche probablement de la fin du XVe siècle. Nef et chœur couverts d'une voûte en berceau lambrissé, 1673. Cloches du XVe siècle, dont l'une datée 1420.

### L'ère des sanatoriums

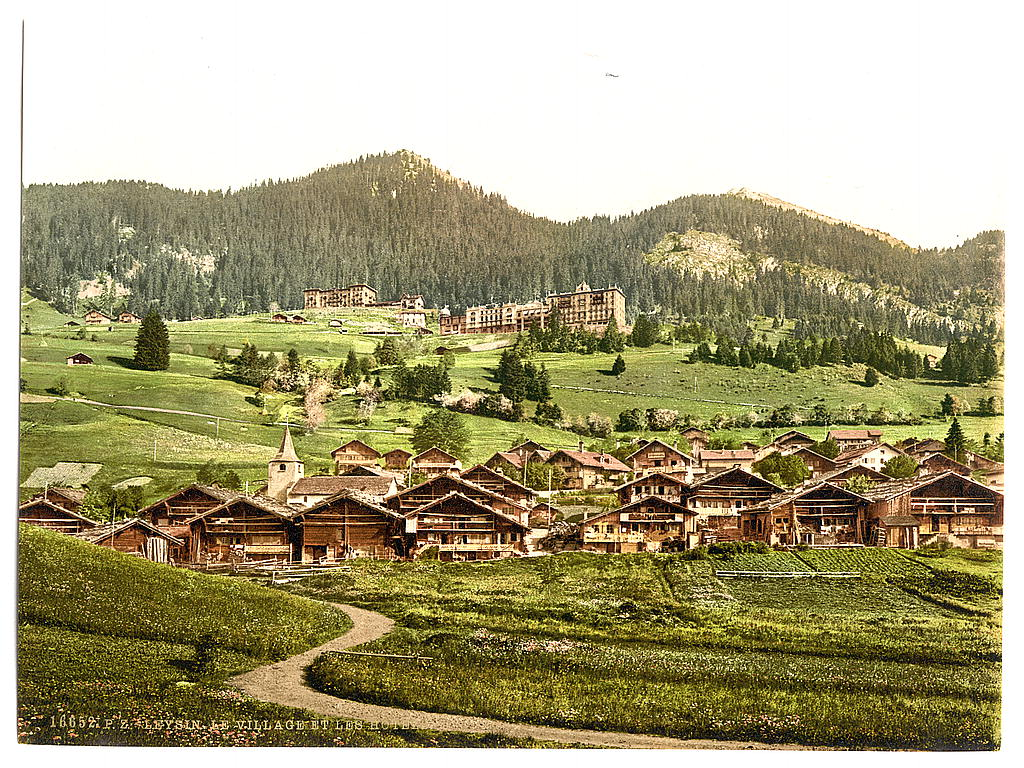
Le village de Leysin à la fin du XIXe siècle.

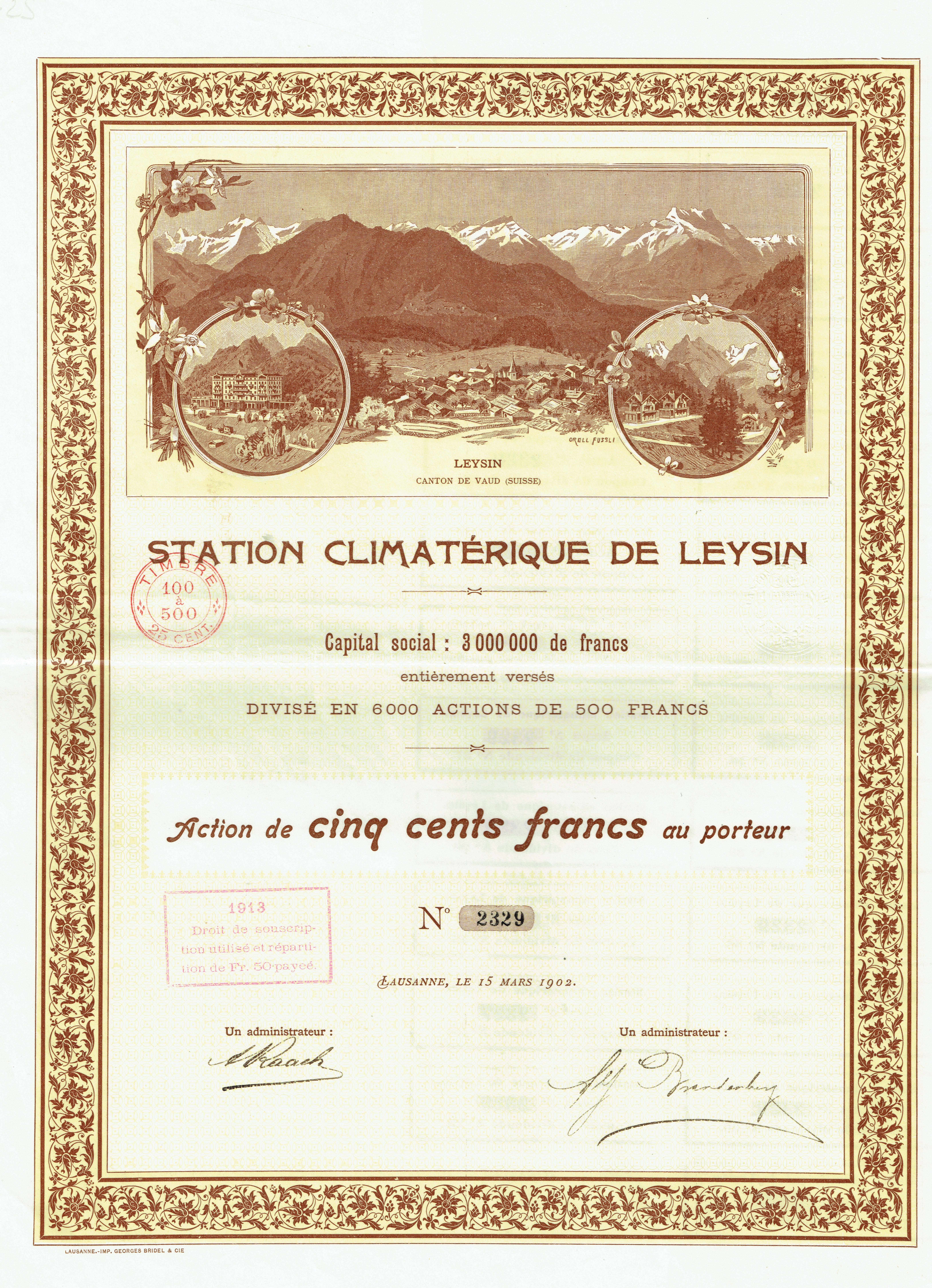
Action du Station Climatérique de Leysin en date du 15 mars 1902.

Le pasteur vaudois Jean-Louis Muret (1715-1796) met en évidence dans son Mémoire sur l'état de la population dans le pays de Vaud (1766) la longévité frappante des habitants de Leysin. Dans son livre de 1789 Essay upon the principles of population, Thomas Malthus compare la durée de vie relativement longue des habitants du village (61 ans en moyenne) à celle d'autres communes européennes, ce qu'il attribue au climat sain et à l'isolement. C'est ainsi qu'au 19e siècle et durant la première moitié du 20e siècle, Leysin a acquis une renommée internationale en tant que lieu de convalescence.
Leysin accueille au XIXe siècle des malades atteints de rachitisme, de crétinisme et, dès 1873, de phtisie. La route entre le Sépey et Leysin est inaugurée en 1875, le chemin de fer à crémaillère Aigle-Leysin en 1897. Dès 1888, deux médecins, Louis Secretan et Édouard de Cérenville, en compagnie d’un hôtelier, Ami Chessex, achètent des terrains en bordure de village, au Feydey. Le sanatorium du Grand Hôtel, par Henri Verrey, est l’un des premiers à être construits. Il est suivi de peu par celui du Mont-Blanc (1895), dû au même architecte.

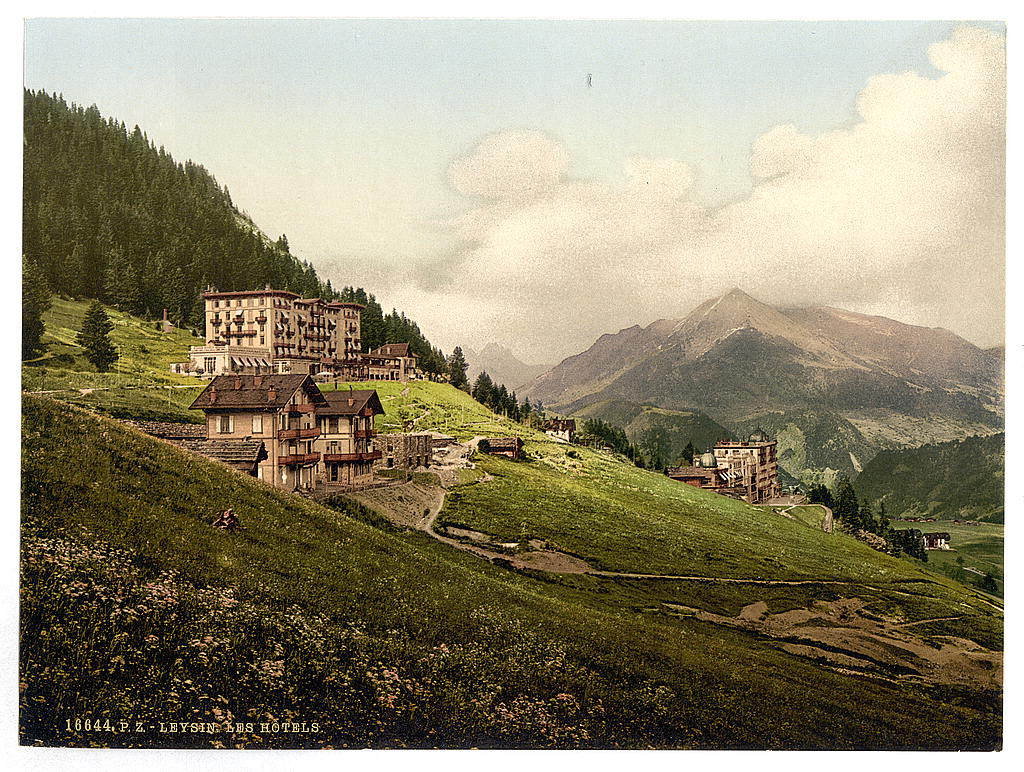
Premiers sanatoriums, sur les hauteurs du village.

Ces édifices, parmi lesquels on compte aussi le Chamossaire (1901), le Sanatorium populaire (1902), les Chamois (1903), ou le Belvédère (1906), sont initialement conçus à la fois comme hôtels et maisons de soins. Mais vers 1900, la localité prend un tournant clairement médical, tout particulièrement avec l'arrivée en 1903 du Dr Auguste Rollier qui établit le premier sanatorium destiné à héberger des enfants tuberculeux, le « Chalet », les malades profitant de l'ensoleillement favorable de la station.
Lors de la Première Guerre mondiale, des villages de Suisse, dont Leysin, ont accueilli des prisonniers de guerre malades, sortis des camps allemands et français grâce aux négociations triangulaires menées dès le printemps 1915 par la Suisse. De janvier 1916 à mai 1919, 4 240 y seront soignés à Leysin, principalement des Français, mais aussi des Belges, des Polonais et des Anglais. Néanmoins, 90 Français, 17 Anglais et 10 Belges y trouveront la mort.
Le Sanatorium universitaire est constitué en 1922 sous la forme juridique d'une fondation par les universités de Bâle, Berne, Genève, Lausanne, Neuchâtel, Zurich et l'Ecole polytechnique fédérale de Zurich. L'accès en est réservé aux professeurs, privat-docents, assistants et étudiants des Hautes Ecoles fondatrices atteints de tuberculose guérissable. Pendant sa période d'activité, le Sanatorium universitaire accueille 1500 patients et patientes de 40 pays. Sa clientèle diminue après la généralisation des traitements antibiotiques et l'établissement ferme en 1961 pour être transformé en hôtel estudiantin, puis démoli en 2006.
De 1900 à 1931, sociétés et particuliers érigèrent 277 nouveaux bâtiments aux tailles et architectures diverses, dont 38 construits au cours de l'année 1915. Dopé par des campagnes publicitaires très efficaces, le succès de Rollier va faire de Leysin une destination de cure emblématique puisque ce ne sont pas moins de 18 sanatoriums, accueillant plus de 1 500 curistes du monde entier, que Rollier dirige en 1940. Par ailleurs, de nombreux établissements de cure indépendants sont bâtis dans la station, principalement pendant l'entre-deux-guerres. En 1946, la station compte en effet 3 500 malades dans 80 sanatoriums.

### La reconversion de l'après-guerre
Alors qu'un traitement antibiotique efficace est découvert pour lutter contre la tuberculose, les cliniques ferment petit à petit dans les années 1950-1960. Leysin se convertit alors en station de tourisme d'hiver et d'été avec la réalisation de télécabines en 1956 et de divers centres sportifs. Fondée le 8 mai 1956, la société Leysintours prend le relais de la Société de Développement créée en 1923, mais cette fois pour réaménager les grands sanatoriums érigés au début du siècle.
Le Club Med est le premier à en bénéficier, à la demande de ses membres et aussi de ses salariés, qui peuvent ainsi effectuer une deuxième saison. Pour ne pas les décevoir et ne pas voir ses "gentils organisateurs" passer à la concurrence, il s'installe dans deux grands hôtels puis gère quatre hôtels dans la dizaine d'années qui suit. La station favorise aussi l'émergence du Tourisme social, qui prend forme à la fin des années 1950 en France. "Les Chamois" accueillent le groupement français Tourisme et Travail à l'été 1956. Le Touring-Club de France investit le Mont-Blanc pendant la saison d'été 1957.
En 1959 Leysintours devient peu à peu propriétaire d'autres bâtiments aménagés en hôtels, en accordant des contrats de location de dix ans. Les anciens sanatoriums sont transformés en établissements hôteliers et en écoles internationales qui participent à la réputation du village, comme l'American College of Switzerland (1963-2009) et la Leysin American School.
Le chanteur français Claude François y a fait son dernier enregistrement télévisé les 9 et 10 mars 1978. Rentré à Paris, il décède le 11 mars de la même année.
De 1987 à 1993, Leysin accueille 350 000 spectateurs en 7 éditions du Leysin Rock festival. Des conditions météorologiques souvent mauvaises, dues au cadre de ce festival au sommet des montagnes, ont contribué à sa fin.

## Population et société

### Gentilé et surnom
Les habitants de la commune se nomment les Leysenouds.
Ils sont surnommés lè Faragnat ou Faragnis (les incendiaires ou les brûlés en patois vaudois, peut-être parce que le défrichage par le feu y a été pratiqué),,.

### Démographie

#### Évolution de la population
La commune compte 3 715 habitants au 31 décembre 2023 pour une densité de population de 200 hab/km2. Sur la période 2010-2023, sa population a diminué de −3,2 % (canton : 18,6 % ; Suisse : 9,4 %).  

#### Pyramide des âges
En 2023, le taux de personnes de moins de 30 ans s'élève à 41,8 %, au-dessus de la valeur cantonale (34,6 %). Le taux de personnes de plus de 60 ans est quant à lui de 21,6 %, alors qu'il est de 22,5 % au niveau cantonal.
La même année, la commune compte 1 859 hommes pour 1 856 femmes, soit un taux de 50 % d'hommes, supérieur à celui du canton (49,1 %).
| Hommes | Classe d’âge | Femmes |
| ------ | ------------ | ------ |
| 0,3    | 90 ans ou +  | 0,9    |
| 5,9    | 75 à 89 ans  | 6,8    |
| 14,9   | 60 à 74 ans  | 14,3   |
| 18,0   | 45 à 59 ans  | 19,3   |
| 18,1   | 30 à 44 ans  | 17,8   |
| 28,9   | 15 à 29 ans  | 30,0   |
| 13,8   | - de 14 ans  | 10,9   |

| Hommes | Classe d’âge | Femmes |
| ------ | ------------ | ------ |
| 0,6    | 90 ans ou +  | 1,4    |
| 6,5    | 75 à 89 ans  | 8,7    |
| 13,5   | 60 à 74 ans  | 14,3   |
| 20,9   | 45 à 59 ans  | 20,9   |
| 22,3   | 30 à 44 ans  | 21,7   |
| 19,6   | 15 à 29 ans  | 17,7   |
| 16,6   | - de 14 ans  | 15,3   |

#### Composition de la population
Avec 61,7 %, Leysin est la commune qui possède le plus fort taux de résidents étrangers de Suisse. En 2000, 56,1 % des habitants étaient francophones, 11,9 % anglophones et 3,5 % germanophones. Toujours en 2000, 18,0 % de la population était né et vivait à Leysin, 14,1 % était né dans le même canton, 12,0 % en Suisse, et 50,9 % dans un autre pays.
En 2000, la commune comptait 2 345 appartements, dont 885 (37,1 %) étaient occupés en permanence, 1 095 (46,7 %) de manière saisonnière, et 365 (15,6 %) étaient vides. En 2009, le taux de construction de nouveaux bâtiments était de 3,5 unités par 1 000 habitants. Le taux de vacance de la commune était de 2,51 %.

### Familles
Quatre anciennes familles originaires de Leysin, attestées avant 1420, sont encore présentes dans la commune. Comme l'indique l'encyclopédie illustrée du pays de Vaud, Il s'agit des familles Dufresne, Maricot, Barroud et Vaudroz. Ces deux dernières familles sont encore très présentes dans la commune alors que les représentants des deux premières sont moins nombreux.

### Sports

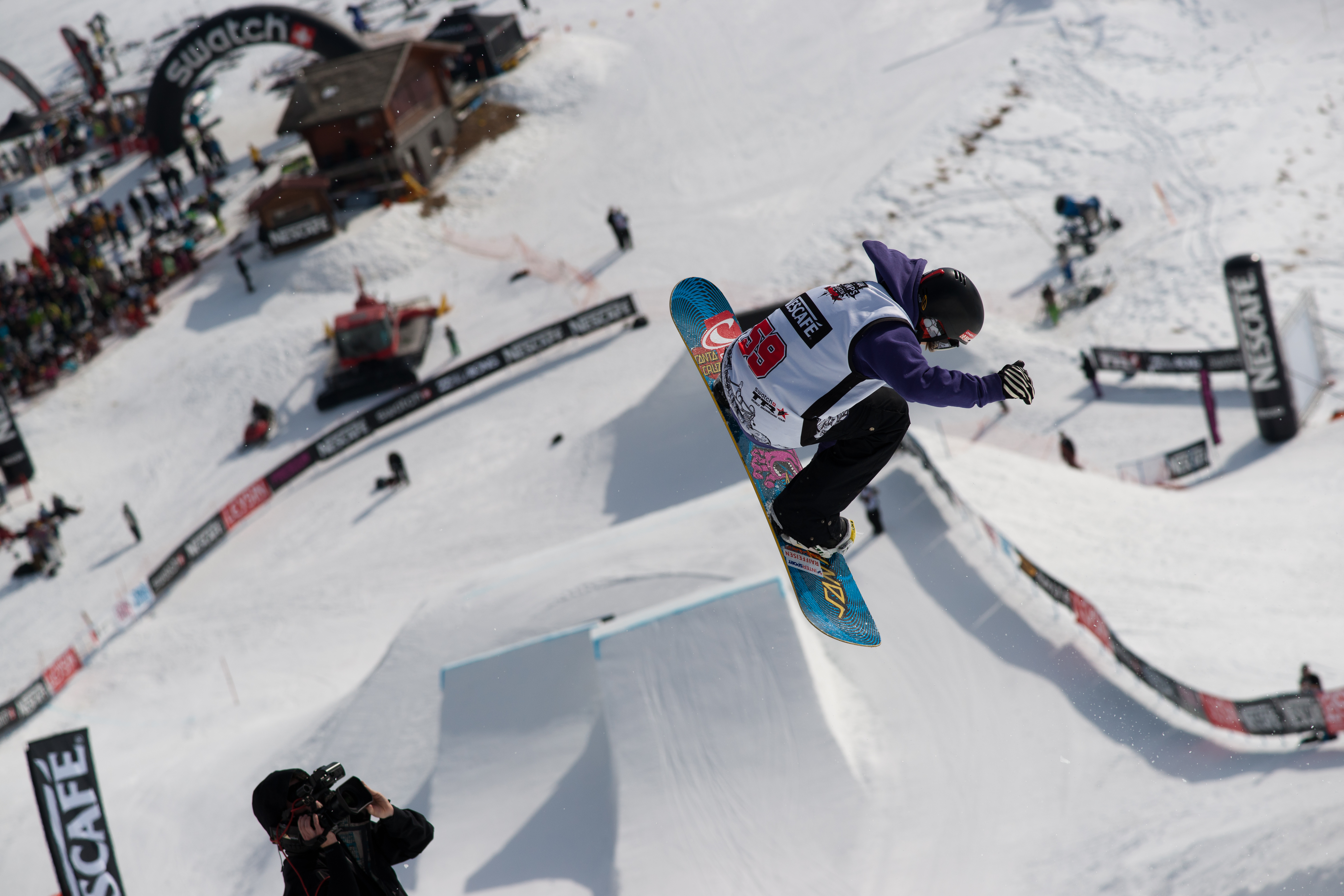
Lucien Koch au Open en 2011.

Leysin a accueilli des étapes de Coupes du monde dans plusieurs sports : la Coupe du monde de VTT 2000, la Coupe du monde de VTT 2001, la Coupe du monde de ski de vitesse 2004, la Coupe du monde de snowboard en 2008.
En 2014, Leysin organise la 23e édition du Leysin Champs Open, la plus ancienne compétition de snowboard d’Europe.

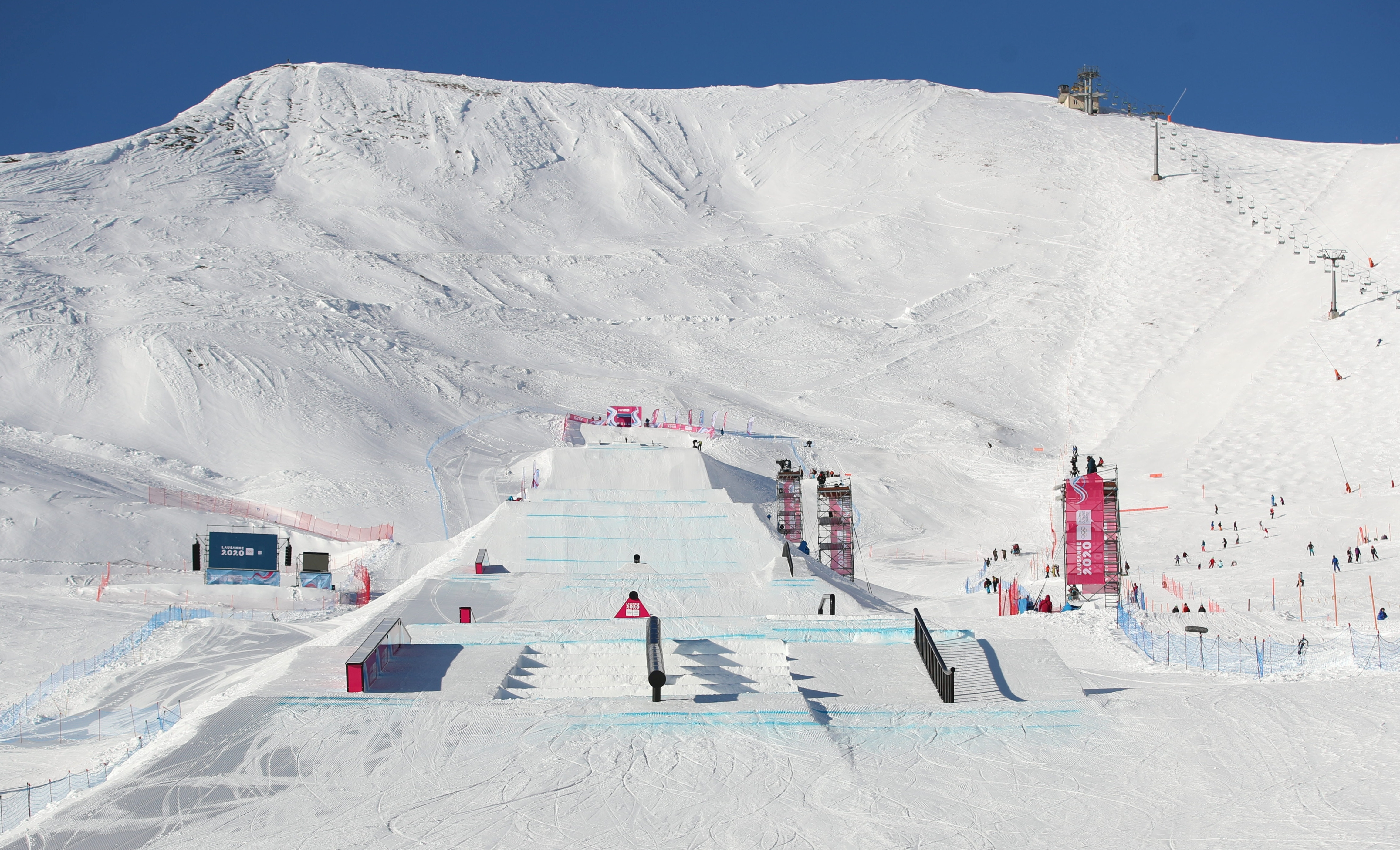
Jeux olympiques de la jeunesse d'hiver de 2020 à Leysin.

Leysin est à l'arrivée de la 4e étape du Tour de Romandie 2017 à l'issue d'un parcours de 163,5 km depuis Domdidier, et la montée finale a été classée en première catégorie. De même, elle accueille l'arrivée de la 4e étape du Tour de Romandie 2024.

## Politique

### Vie politique
Le Syndic, Jean-Marc Udriot (PLR) dirige le conseil municipal composé de 5 membres (3 PLR, 1 Forum, 1 MIL). Également à majorité de droite, le conseil communal est composé de 45 conseillers :
- Entente Leysenoude PLR Leysin – 21 sièges
- Le Forum  – 13  sièges
- Mouvement indépendant Leysenoud – 11 siège[33]

### Fusion de communes
La commune de Leysin a mené en 2010 un projet de fusion avec les communes voisines d'Aigle et d'Yvorne. Le projet, bien qu'accepté par les habitants d'Yvorne et de Leysin, a été refusé par les Aiglons par 43 voix de différence en votation populaire le 26 septembre 2010 :
| Commune | Oui         | Non         | Abstentions |
| ------- | ----------- | ----------- | ----------- |
| Aigle   | 1168 (49 %) | 1211 (51 %) | 42          |
| Leysin  | 455 (53 %)  | 403 (47 %)  | 13          |
| Yvorne  | 252 (52 %)  | 232 (48 %)  | 8           |

La nouvelle commune d'Aigle aurait rassemblé les 13 100 habitants des trois communes initiales, sur un territoire de 47,09 km2. La municipalité aurait été portée à 9 membres et le conseil communal à 100 conseillers. Des arrondissements électoraux auraient alors été mis en place pour garantir la représentation des minorités au sein des conseils.

## Économie

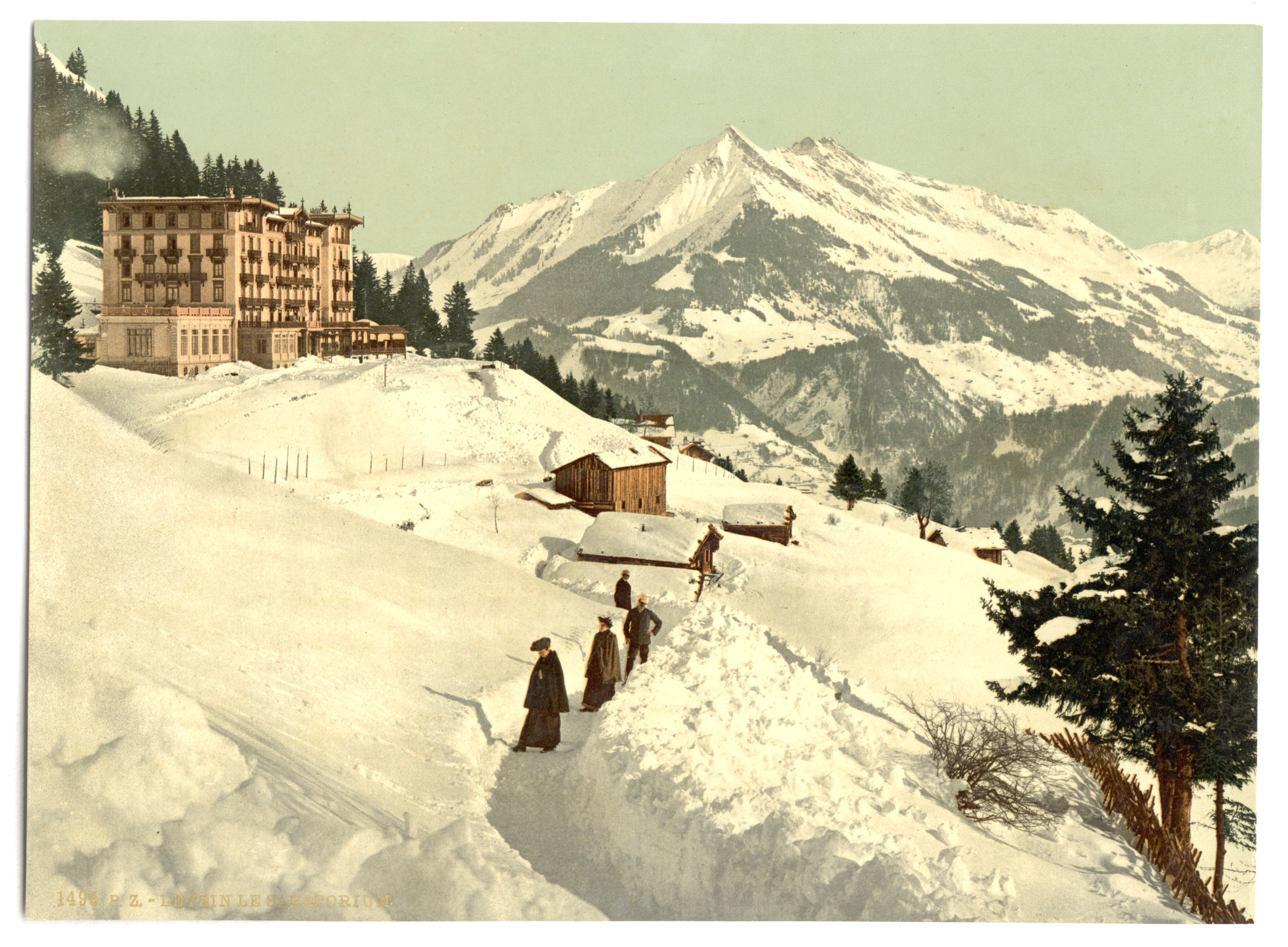
Le Feydey enneigé et ses sanatoriums à la fin du XIXe siècle.

Jusqu'à la fin du XIXe siècle, Leysin était un village dépendant principalement de l'agriculture. L'amélioration des infrastructures de transport (route et rail) vers 1870 permit un développement rapide de la commune en une station climatique (particulièrement pour le traitement de la tuberculose). Les raisons sont liées au fort ensoleillement lié à son exposition sud, à sa faible exposition au vent et au fait que les nuages de la vallée du Rhône ne montaient que rarement à cette altitude. Plusieurs sanatoriums - Leysin en compta jusqu'à 80 - et de nombreux hôtels furent construits. La destination prit aussi de l'importance pour les sports d'hiver. La découverte d'antibiotiques efficaces contre les maladies pulmonaires entraîna un déclin économique de la destination après la Seconde Guerre mondiale, et la fermeture de la plupart des sanatoriums, qui furent alors transformés en hôtels et résidences de vacances. Désormais, Leysin est un centre touristique important tant en hiver qu'en été. De nombreuses remontées mécaniques ont été installées sur les pentes environnantes, et les trois lacs de montagne vers la Tour d'Aï, la Tour de Mayen et la Tour de Famelon en font une destination appréciée pour la randonnée.
Actuellement, l'élevage et la production de lait représentent une faible partie de la structure des emplois de la commune. Les emplois sont principalement dans le secteur des services, surtout en lien avec le tourisme. Leysin accueille le siège de la renommée Leysin American School (LAS), mais aussi celui de la Kumon Leysin Academy of Switzerland (KLAS). Il abrite encore une école hôtelière, la Swiss Hotel Management School (SHMS), et plusieurs écoles de langue. De 1956 à 2002, la commune a compté jusqu'à quatre établissements du Club Méditerranée.
En 2000, 206 employés vivaient dans une autre commune et venaient travailler à Leysin, alors que 234 employés vivant à Leysin allaient travailler dans une autre commune.

### Domaine skiable

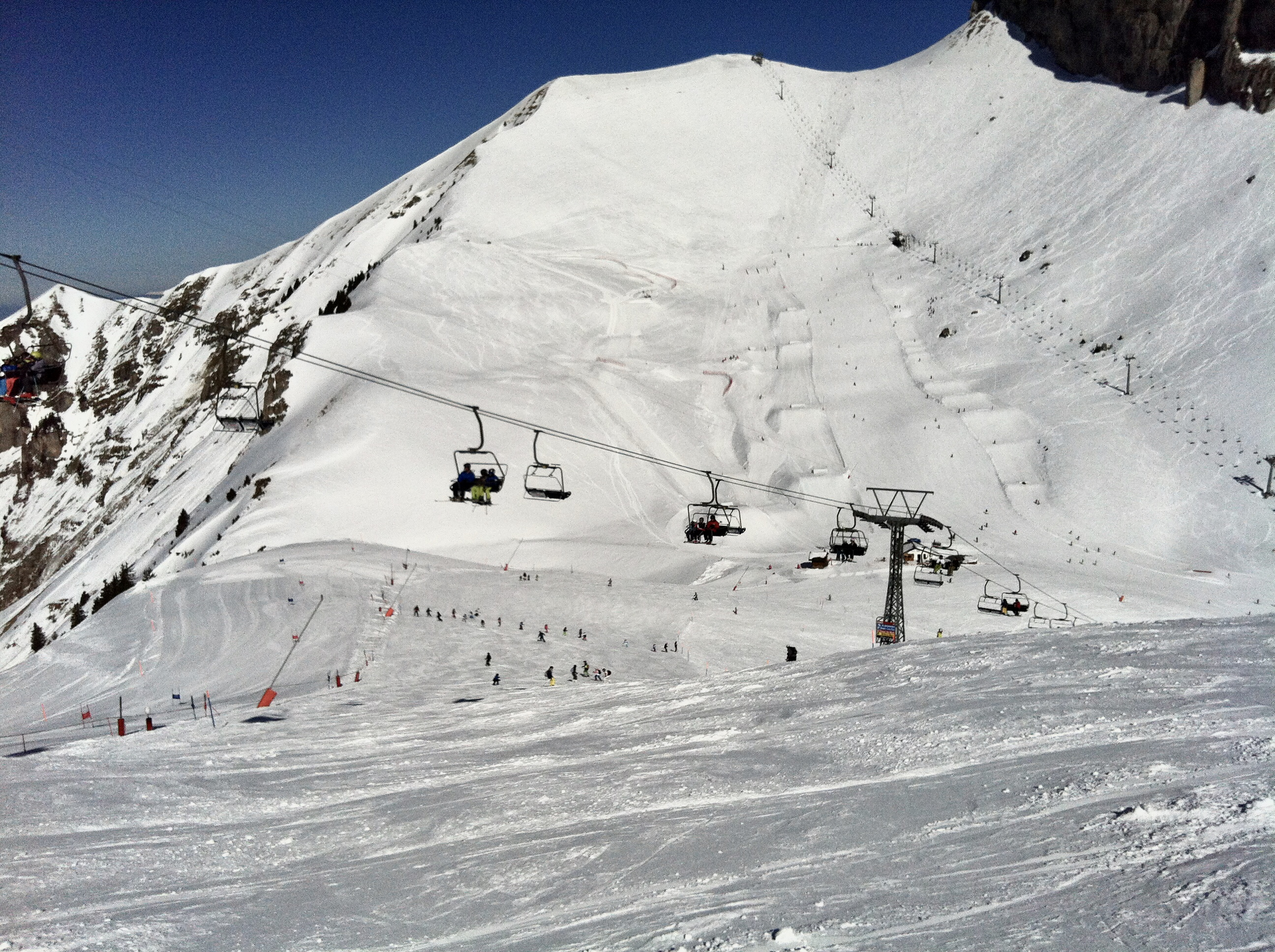
Vue depuis la Berneuse sur le télésiège Aï-Berneuse, le boardercross, le snowpark, et le télésiège Aï-Chaux-de-Mont.

Une station de sports d'hiver de taille moyenne a été aménagée sur les pentes de la montagne.
La télécabine 6 places de la Berneuse (Städeli), construite en 1992, part directement du centre de la station, et rejoint les hauteurs du domaine skiable (2 048 m) au niveau du restaurant tournant du Kuklos. Ce restaurant emblématique de la station est doté d'une architecture particulièrement moderne avec une majorité de surfaces vitrées. Une vue particulièrement dégagée sur la vallée du Rhône, le lac Léman et les montagnes voisines est offerte depuis ce sommet. Un télésiège 4-places débrayable, construit en 2001, part lui aussi du village et rejoint en deux tronçons le secteur principal au niveau de la Tête d'Aï (1 912 m). Les bas des pistes de retour en vallée ont été tracés en majorité en forêt. Le vaste snowpark de Leysin, qui accueille régulièrement des épreuves de niveau international, est quant à lui situé sur la piste de Chaux-de-Mont sur les hauteurs du domaine. Il accueille l'unique half-pipe des Alpes Vaudoises. Il est desservi par un télésiège 2-places en deux parties, qui relie le sommet du domaine skiable à 2 198 m et dessert une piste noire réservée aux skieurs confirmés. Le dénivelé maximal du domaine - 705 m - est obtenu au départ de la Berneuse sur le retour en station.
Le domaine des Fers, moins central, est très orienté au soleil et constitué de pistes de niveau bleu - en partie d'étroites routes forestières enneigées - desservies par trois télésièges 2-places de conception ancienne. Elles servent également de liaison avec la partie excentrée du domaine, à Solepraz. Un dernier télésiège 2-places y complète l'offre, lequel dessert des pistes techniquement un peu plus ambitieuses. Le départ de cette remontée mécanique constitue le point le plus bas du domaine et l'arrêt de la navette pour les Mosses.
Avec les stations voisines des Mosses - La Lécherette, auxquelles il est relié uniquement par la route, Leysin forme un domaine skiable de près de 85 kilomètres de pistes. Une navette skibus relie Les Mosses en 9 minutes toutes les demi-heures, depuis la station de départ du télésiège de Solepraz.
La saison hivernale se termine généralement à la mi-avril.
Chaque année est organisée la Montée Nocturne de la Berneuse, une course de ski de randonnée pratiquée aussi en raquettes à neige.
Un parking payant de 300 places est situé à proximité immédiate du départ de la télécabine. Un vaste parking gratuit est situé au niveau de la patinoire, et relié par skibus gratuit au départ du domaine skiable.
Situé en bas de la station, le Centre sportif de la Patinoire permet d'y pratiquer le patin à glace, le curling, l'escalade et divers autres sports. La station propose également en hiver à proximité de ce centre le Tobogganing Park, un domaine de snowtubing (luge sur bouées) comptant au total huit parcours différents.

#### Évolution du domaine
Au début des années 1980, Leysin s'agrandit avec la création du domaine des Fers à l'est du domaine existant. Quatre télésièges 2 places sont construits entre 1981 et 1982 : Brion-Mayen, Brion-Les Fers, Choulet-Le Fer et Solepraz-Les Ars. En 1990 est mis en service le télésiège fixe 4 places Berneuse qui remplace un téléski au tracé légèrement différent. En 1996, sur le versant orienté sud "Chaux d'Aï", un télésiège fixe 2 places (Garaventa) avec une station intermédiaire a remplacé un téléski à enrouleurs 2 places sur un tracé différent. En 2001, un télésiège débrayable 4 places Leysin-Tête d'Aï (LTA) (Garaventa) avec station intermédiaire est construit. Il remplace une télécabine 4 places Leysin-Mayen (Müller) dont le tracé direct menait à Mayen contrairement au télésiège 4 places dont la station supérieure est construite à Tête d'Aï. Le télésiège occupe l'ancienne station inférieure se trouvant dans le même bâtiment que le départ du télécabine Leysin-Berneuse. Le télésiège fixe 2 places reliant le bas de Mayen à Tête d'Ai (TMA) est également démonté.
Depuis l'hiver 2017-2018, le télésiège 2 places Brion-Mayen et le télésiège de liaison 2 places Brion-Le Fer construits par Städeli et mis en service en 1981 et 1982 sont remplacés par un télésiège débrayable 4 places Le Fer-Brion-Tête d'Aï (FBA). Le prolongement jusqu'à la Tête d'Aï porte sa longueur à 1,8 km. Il compte 98 véhicules et a un débit de 1600 passagers par heure. En 2021, le télésiège 2 places Choulet - Le Fer construit par Städeli et mis en service en 1982 est remplacé par un télésiège débrayable 4 places qui compte 50 sièges pour un rendement de 1600 passagers par heure. Ces nouvelles installations permettront une meilleure connexion de tout le domaine,.
Un projet est actuellement à l'étude en vue de prolonger la ligne Aigle-Leysin des TPC jusqu'au départ de la télécabine pour la Berneuse via une nouvelle gare au centre. Au-delà du domaine skiable, ce nouveau tracé, plus au centre du village, permettrait une meilleure attractivité du rail par rapport à la route.

## Culture

### Personnalités liées à la commune
- Madeleine Jaeger (1868-1905), pianiste française, y a séjourné en sanatorium et y est décédée.
- Igor Stravinsky a séjourné à Leysin en 1914, sa première femme, Yekaterina, étant hospitalisée au sanatorium Le Grand Hôtel. C'est là que naîtra sa quatrième fille, Maria Milena, et qu'il composera son opéra Le Rossignol[45].
- Panaït Istrati (1884-1935), écrivain, y a séjourné en sanatorium en 1916 et y a appris le français.
- Zofia Nałkowska (1884-1954), autrice polonaise, est soignée au Grand Hôtel dans les années 1920. Elle tirera un roman de son expérience, Choucas, publié en 1927[46],[47].
- Adèle Kamm (1885-1911), écrivain suisse, y est née.
- Rougena Zátková (1885-1923), peintre et sculpteur tchèque, membre du futurisme, y mourut.
- Michel Simon (1895-1975) a fait soigner sa tuberculose à Leysin au cours de la Première Guerre mondiale[48]. Il y serait resté 4 ans[49].
- Jean Piaget (1896-1980), psychologue, suit un traitement au Sanatorium universitaire en 1915 et 1916-1917[50].
- Gustave Roud (1897-1976), écrivain et photographe suisse, a été soigné au sanatorium Beau-Site de décembre 1927 à avril 1929[51].
- Hassan Moghadam (1898-1925), dramaturge, un des premiers auteurs iraniens de pièces de théâtre, est mort de la tuberculose à Leysin.
- Claude Aveline (1901-1992) y fait plusieurs séjours à partir de 1920[52].
- Colette Peignot (1903-1938) est hospitalisée au Grand Hôtel en septembre 1928. C'est là qu'elle fera la connaissance d'Eduard Trautner. Ce séjour est décrit dans ses écrits autobiographiques[53].
- Max Blecher (1909-1938), écrivain roumain, a vécu (probablement de 1931 à 1933) à Leysin pour se soigner.
- Roland Barthes (1915-1980), critique littéraire français, a été soigné à la "Villa Alexandre" pour sa tuberculose entre février 1945 et février 1946[54].
- Jean Starobinski (1920-2019), critique littéraire et historien de la médecine, y fait de nombreux séjours à partir du début des années 1960[55]. Il y reçoit notamment ses amis Yves Bonnefoy et Michel Butor, lequel en témoigne dans un poème[56]. Son fils Pierre a été directeur de l'Office du tourisme de Leysin[57].
- John Harlin II (1935-1966), alpiniste américain, y a vécu et y est enterré.
- Dougal Haston (1940-1977), alpiniste écossais, y a travaillé comme directeur de l'International School of Mountaineering fondée par Harlin, avant d'être emporté par une avalanche à La Riondaz. Il est enterré dans le cimetière du village.
- Sylvester Stallone (1946), acteur et réalisateur américain, a étudié deux ans, au début des années 1960, à l'American College de Leysin[58].
- Silvio Giobellina (1954), bobeur champion du monde en 1982 et médaillé de bronze aux Jeux olympiques de 1984 en bob à quatre.
- Lise-Marie Morerod (1956), championne du monde de ski alpin 1977.

### Littérature
- Joseph Kessel s'est inspiré du séjour de son épouse « Sandi » à Leysin pour écrire son roman Les Captifs. Le sanatorium y est appelé « le Pelvoux ».
- Jean-Louis Muret : Mémoire sur l’état de la population dans le pays de Vaud. 1766.
- Thomas Malthus : Essay upon the principles of population. 1789.

### Expositions
En 2018, les offices du tourisme d'Aigle, de Leysin et du Col des Mosses ont décidé de s'unir pour organiser chaque été une exposition de sculptures en pleine nature dans les trois communes, sous l’intitulé AILYOS. Yvorne, Les Diablerets, Rossinière, Château d’Œx et Rougemont ont ultérieurement rejoint le projet.